# Павлов Іван Хомович
Па́влов Іва́н Хо́мович (нар. 25 червня 1922 — пом. 12 жовтня 1950) — радянський військовий льотчик, двічі Герой Радянського Союзу (1944, 1945), в роки німецько-радянської війни командир авіаційної ескадрильї 6-го гвардійського штурмового авіаційного полку (3-а повітряна армія, 1-й Прибалтійський фронт).

## Біографія
Народився 25 червня 1922 року в селі Борис-Романівка Оренбурзької губернії (тепер селище Костанайського району Костанайської області Казахстану) в селянській родині. Росіянин.
У 1931-1932 роках мешкав на станції Теренсай (тепер селище Адамівського району Оренбурзької області). У 1932 році переїхав до міста Магнітогорськ Челябінської області. Закінчив 7 класів школи та 3 курси Магнітогорського індустріального технікуму. Навчався в Магнітогорському аероклубі.
До лав РСЧА призваний в грудні 1940 року. У 1942 році закінчив Чкаловську військову авіаційну школу льотчиків (м. Оренбург).
Учасник Німецько-радянської війни з червня 1942 року. Займав посади льотчика, командира авіаційної ланки, заступника командира ескадрильї, командира ескадрильї, штурмана 6-го гвардійського штурмового авіаційного полку 335-ї штурмової авіаційної дивізії 3-ї повітряної армії. Воював на Калінінському та 1-у Прибалтійському фронтах. Брав участь у Ржевсько-Сичовській, Великолукській, Смоленській операціях, звільненні Білорусі та Прибалтики, ліквідації Земландського угруповання ворога.
Всього за роки війни на штурмовику Іл-2 здійснив 237 бойових вильотів на розвідку та штурмовку ворожих військ, його екіпаж збив винищувача Ме-109. Був контужений.
У 1949 році закінчив Військову академію імені М. В. Фрунзе. Призначений командиром 947-го штурмового авіаційного полку (Прикарпатський ВО).
12 жовтня 1950 року загинув в авіаційній катастрофі. Похований в місті Костанай.

## Нагороди
За мужність і героїзм, виявлені при виконанні 127 бойових вильотів, Указом Президії Верховної Ради СРСР від 4 лютого 1944 року гвардії старшому лейтенанту Павлову Івану Хомовичу присвоєне звання Героя Радянського Союзу з врученням ордена Леніна і медалі «Золота Зірка» (№ 2844).
За мужність і героїзм, виявлені в боях, Указом Президії Верховної Ради СРСР від 23 лютого 1945 року гвардії капітан Павлов Іван Хомович нагороджений другою медаллю «Золота Зірка» (№ 4178).
Також нагороджений двома орденами Леніна (04.02.1944; 02.08.1944), двома орденами Червоного Прапора (26.08.1942; 02.06.1943), орденами Олександра Невського (07.10.1944), Вітчизняної війни 1-го ступеня (04.12.1942) та медалями.

## Пам'ять
В місті Костанай встановлено бронзове погруддя Героя. Його ім'ям названо одну з вулиць міста.